# Billy Gilman
Pour les articles homonymes, voir Gilman.
Billy Gilman, de son vrai nom William Wendell Gilman III (né le 24 mai 1988 à Hope Valley dans l’État de Rhode Island) est un chanteur et compositeur américain de musique country.

## Biographie
Gilman est repéré pour ses talents de chanteur à l’âge de sept ans par Angela Bacari qui devient par la suite son manager.
Il rencontre Ray Benson (du groupe Asleep at the Wheel) qui l’aide pour enregistrer ses premières chansons dont Roly Poly. Deux mois plus tard, il signe un contrat avec Sony.
Son premier album, One Voice, qui sort en 2000, est un succès. Considéré comme un enfant prodige, Gilman participe à plusieurs émissions de télévision avant de sortir Classic Christmas, son second album, plus tard la même année.
Il participe en 2001 aux 2 concerts de Michael Jackson pour ses 30 ans de carrière, il y interprète le titre Ben, de Michael Jackson.
Il participe en 2001 à l'enregistrement de la chanson What More Can I Give de Michael Jackson, chanson à but caritatif.
Il participe aussi aux concerts de charité United We Stand, au côté de Michael Jackson, en interpretant avec les autres artistes la chanson What More Can I Give.
Il publie ensuite Dare to Dream en 2001 puis Music Through Heartsongs, inspiré des poèmes de Mattie Stepanek, en 2003.
En novembre 2014, il dévoile son homosexualité dans une vidéo personnelle, expliquant les difficultés d'assumer sa sexualité dans l'industrie du country.
Le 16 mars 2017 , il a été honoré en deux cérémonies distinctes au sénat de Rhode Island et à la chambre des représentants pour ses succès et pour représenter Rhode Island en tant qu'artiste.

## Philanthropie
Billy Gilman est un célèbre ambassadeur de la Muscular Dystrophy Association (MDA) soit une maladie des muscles dégénérescente et effectue  grand nombre de dons de charité. La première fois qu'il est apparu sur le Jerry Lewis MDA Telethon Labor Day était en septembre 2003, et a fait de nombreuses apparitions dans leurs activités  et co-hébergement ou d'engagements  dans leurs campagnes de charité .
En avril 2012, Billy Gilman a collaboré avec d'autres artistes country et a sorti un single de bienfaisance, The Choice, pour Soles4Souls, une charité de la chaussure avec des profits pour l'achat de chaussures pour les enfants dans le besoin. En outre, pour  Billy Gilman comme porte - parole de la chanson de charité , 18 principaux chanteurs de plusieurs pays  ont également pris part à l'appui. La piste comporte des voix de Alan Jackson, Reba McEntire, Craig Morgan, Josh Turner, Kenny Rogers, LeAnn Rimes, Steve Holy, Kellie Pickler, Keith Urban, Wynonna Judd, Rodney Atkins, Amy Grant, Montgomery Gentry, Diamond Rio, Vince Gill, Richie McDonald, Ronnie Milsap et Randy Travis.
Billy Gilman a été l'hôte des 2014 Artistes Musique Guild Heritage Awards AMG s '. Son co-hôte de l'événement était Mallory Lewis et la marionnette Lamb Chop . Billy Gilman a également remporté la statue pour l'artiste AMG  de l'année  2014.

## The Voice
En novembre 2016. il est candidat à l'émission The Voice sur la chaine NBC espérant conquérir un nouveau public et retrouver ses fans qui lui sont toujours fidèles et ce malgré des années sans aucune activité musicale.
Dans l'audition à l'aveugle diffusée le 20 septembre 2016, Billy Gilman chante la chanson d'Adele «When We Were Young». Billy Gilman a impressionné les quatre juges, Adam Levine, Miley Cyrus, Alicia Keys et Blake Shelton avec sa performance. Adam Levine a été le premier à tourner sa chaise peu de temps après que Billy Gilman a commencé à chanter, Miley Cyrus a suivi peu après. Blake Shelton et Alicia Keys se sont retournés à la toute fin de la représentation. Une fois que Billy Gilman s'est présenté aux coachs, Shelton et Cyrus ont dit qu'ils l'ont reconnu de sa carrière d'enfance avec Shelton mentionnant le hit de Billy Gilman "one voice". Billy Gilman a choisi de continuer la compétition dans le cadre de l'équipe d'Adam Levine.
Dans la finale diffusée le 12 décembre 2016, Billy Gilman a chanté "My Way" puis a interprété "Bye Bye Love" de The Everly Brothers en duo avec son coach/ mentor Adam Levine, pour finir avec son Original, "Because of Me", qui devait être à l'origine une piste Maroon 5, mais Adam Levine a décidé que ce serait une chanson de vainqueur appropriée pour Billy Gilman.
À la surprise générale, Billy Gilman pourtant favori terminera à la seconde place de la compétition dans la finale du 13 décembre 2016.

## Anecdotes
- Billy est cité dans le Livre Guinness des records comme étant le plus jeune artiste ayant placé un titre de country en tête des hit-parades (One Voice), battant le précédent record qui était détenu par Brenda Lee dans les années 1960.